# Lydia Emerencia
Lydia A. Emerencia (sinh năm 1954 tại Aruba) là Thống đốc đảo Bonaire từ ngày 1 tháng 3 năm 2012 đến ngày 1 tháng 3 năm 2014.
Emerencia nhận bằng tiến sĩ tại Đại học Utrecht  và bằng tiến sĩ từ Đại học Katholieke Nijmegen. Trước khi trở thành Thống đốc đảo Bonaire, bà là giảng viên của Đại học Aruba.